# Sorataea
Sorataea is een geslacht van roesten uit de familie Uropyxidaceae. De typesoort is Sorataea amiciae.

## Soorten
Volgens Index Fungorum telt het geslacht acht soorten (peildatum april 2022):
| Soortnaam               | Auteur(s)                          | Publicatiejaar |
| ----------------------- | ---------------------------------- | -------------- |
| Sorataea acanthophora   | (Syd.) Y. Ono                      | 2015           |
| Sorataea amiciae        | Syd.                               | 1930           |
| Sorataea arayatensis    | (Cummins) Eboh & Cummins           | 1980           |
| Sorataea baphiae        | (Vienn.-Bourg.) Savile             | 1971           |
| Sorataea holwayi        | (H.S. Jacks.) Cummins & Y. Hirats. | 1983           |
| Sorataea nephroidea     | (Syd.) Eboh & Cummins              | 1980           |
| Sorataea ostryoderridis | (Jørst.) Eboh & Cummins            | 1980           |
| Sorataea periodica      | (Racib.) Eboh & Cummins            | 1980           |